# Otterbach (Asdorf)
Der Otterbach ist ein etwa 3,3 km langer, orografisch linker Nebenfluss der Asdorf in Rheinland-Pfalz, Deutschland. Der Bach fließt vollständig im Gebiet der zum Landkreis Altenkirchen gehörenden Ortsgemeinde Niederfischbach.
Der kleine Bach hat eine nordwestliche Laufrichtung und fließt am Tierpark in Niederfischbach vorbei. Zudem wird der Bach von zwei linksseitigen und drei rechtsseitigen namenlosen Rinnsalen gespeist, die ungefähr zwischen 100 und 800 m lang sind.

## Geographische Lage
Der Otterbach entspringt zwischen dem 527 m hohen Giebelberg und dem 408 m hohen Hellbachskopf auf einer Höhe von etwa 417 m ü. NHN. Auf etwas mehr als dem ersten Drittel seines Weges läuft er in geschlossenem Wald. Danach weitet sich der Talgrund und der Bach fließt etwa einen halben Kilometer lang in offener Aue. Auf seinem letzten Kilometer durchzieht er den Siedlungsbereich des Mündungsortes Niederfischbach. Dort geht der Giebelwald in das Freudenberger Bergland über.
Im Norden wird das Einzugsgebiet des Otterbaches von dem des nächsthöheren Asdorf-Zuflusses Fischbach begrenzt, im Osten und Süden von dem des Vollmersbaches, im Südwesten und Westen von dem des Wäschbachs und im Nordwesten mündet der kurze Fillbach zwischen Otterbach und Wäschbach in die Asdorf; allein der Vollmersbach entwässert nicht in die Asdorf, sondern wenig vor dieser in die Sieg.